# NGC 1261
NGC 1261 (còn được gọi là Caldwell 87) là một cụm sao cầu ở phía nam chòm sao Thời Chung, được phát hiện lần đầu tiên vào năm 1826 bởi nhà thiên văn học người Scotland James Dunlop. Cụm sao này nằm cách Mặt trời khoảng 53 ngàn năm ánh sáng và cách Trung tâm thiên hà 59 ngàn năm ánh sáng. Cụm sao này khoảng 10,24 tỷ năm tuổi với khối lượng tương đương 341.000 lần khối lượng Mặt trời. Cụm này không hiển thị các dấu hiệu bình thường về sự sụp đổ của lõi, nhưng bằng chứng cho thấy thay vào đó, nó có thể đã chuyển qua trạng thái trả lại sau sụp đổ lõi trong vòng hai tỷ năm qua. Mật độ độ sáng trung tâm là 2.22 L☉ · pc −3, khá thấp đối với một cụm hình cầu. Mặc dù vậy, nó có Cấp độ tập trung Shapley – Sawyer là II, cho thấy nồng độ trung tâm dày đặc.
Tổng cộng có 22 sao biến quang RR Lyrae đã được phát hiện trong cụm này, cùng với hai biến dài hạn, ba biến SX Phoenicis và một sao đôi lu mờ. Nó được xác định là một cụm Oosterhoff loại I, dựa trên khoảng thời gian của mười bốn biến RR Lyrae. Đã xác định được 18 ứng cử viên có khả năng mắc bẫy màu xanh.